# Silben pro Minute
Beim Messen stenografischer Leistungen spricht man von Silben pro Minute. Das Wort „Bundestagspräsident“ hat z. B. sechs Silben, der Satz „Ich erteile Ihnen das Wort“ acht Silben. Bis Anfang der 1990er-Jahre wurden in vielen Abschlussprüfungen für Büroberufe stenografische Mindestleistungen gefordert. Nach einer Erstausbildung wurden je nach Beruf zwischen 80 und 120 Silben, bei weiterbildenden Abschlüssen (z. B. Sekretärin oder Stenotypistin) ca. 150 Silben pro Minute verlangt. Bedingt durch den Fortschritt der Technik (v. a. durch den Einzug des PCs in Büros) sind Stenografiekenntnisse entbehrlich geworden und daher nur noch selten obligatorisch.
Nachrichten werden durchschnittlich in einer Geschwindigkeit zwischen 260 und 340 Silben pro Minute gesprochen. Parlamentsstenografen erreichen Geschwindigkeiten bis zu 500 Silben pro Minute.